# Nubia
La Nubia è una regione storica dell'Africa, comprendente l'Egitto Meridionale ("Bassa Nubia") lungo le rive del Nilo e la parte settentrionale del Sudan ("Alta Nubia"), approssimativamente dalla prima alla quinta cateratta del Nilo. 
Il clima è fortemente continentale con ampie escursioni termiche tra il giorno e la notte. La regione si presenta montuosa e desertica. A parte il Nilo ed i suoi affluenti, data la scarsità delle precipitazioni, i corsi d'acqua sono a carattere torrentizio stagionale (widyān).
In tempi antichi costituiva un regno indipendente, il Regno di Kush, sede di un'antica civiltà che fu una sorta di anello di congiunzione tra le genti del bacino Mediterraneo e quelle dell'Africa nera.

## Etimologia
Etimologicamente, il termine "Nubia" deriva dall'antico egizio nwb (pronunciato nub)
| S12 |

che significava "oro", essendo concentrata nella regione l'estrazione di gran parte del prezioso metallo, dai tempi più remoti fino ai primi secoli dell'era cristiana, tanto che, in età ellenistica, nel pieno deserto nubiano, accanto alle miniere maggiormente prolifiche sorse la città di Berenice Pancrisia, recentemente portata alla luce dalla spedizione archeologica italiana dei fratelli Angelo e Alfredo Castiglioni nel 1989.

## Storia

### Fino al 1500 a.C. circa
Non disponiamo di notizie certe del periodo protostorico della Nubia, se non da scarsi ritrovamenti archeologici. Pare accertato, tuttavia, che il clima, nel periodo tra il 10000 a.C. ed il 6000 a.C. fosse decisamente più mite e piovoso di adesso, ragion per cui il paese, ora desertico, doveva esser molto più ricco di vegetazione.
Nel periodo arcaico e nel periodo classico, è praticamente impossibile separare la civiltà nubiana da quella egizia, in quanto la Nubia fu più volte vassalla (e - in certuni periodi - pure annessa al potente regno egizio). Fino al 280 a.C., addirittura, la scrittura nubiana era il geroglifico. Tutte le fonti storiche di cui disponiamo sul paese sono di provenienza egizia. Dai dati più recenti sembra emergere che, prima dell'avvento del regno unitario del faraone Narmer, o Menes, nel 3200 a.C. circa, l'Egitto fosse diviso in due regni, quello settentrionale e quello meridionale. Quello meridionale estendeva il suo territorio circa fino alla Terza Cateratta, quindi comprendente gran parte della Nubia classica e l'intero Dodecascheno, e fu proprio questo regno che procedette all'annessione del suo omologo settentrionale.
Da sempre i faraoni tentarono direttamente od indirettamente di controllare le miniere ed i commerci che transitavano attraverso la Nubia (una via delle spezie, che partiva dalla regione di Punt, localizzabile presso le attuali Somalia ed Eritrea, nonché dal Regno di Axum, nell'attuale Etiopia, raggiungeva l'Egitto attraverso la regione di Kush e la città nubiana di Kerma, nella Nubia a ridosso del confine egizio).
Intorno al 2600 a.C., preso a modello il regno egiziano, sorse il primo regno nubiano protokushita, il Regno di Kerma, che raggiungerà l'apice del suo splendore verso il 1800 a.C.
Gli egizi lo conoscevano come "Terra di Yam". Già nel periodo Neolitico, verso il 7500 a.C., la zona di Kerma era al centro di una rete di villaggi e di necropoli.
L'economia del Regno di Kerma si basava sui commerci (spezie, schiavi, animali esotici, oro, legname e pietre preziose). I commerci erano diretti verso l'Arabia (forse verso la città di Ubar, nell'Oman), verso l'Africa interna, verso l'Egitto e verso i nomadi degli attuali stati del Ciad, Niger e Mali.
I Nubiani erano anche gran parte dei mercenari che combattevano nelle file dell'esercito egizio, assieme a Siriani, Garamanti ed a Libici. Frequenti furono le spedizioni militari egizie nel corso dell'Antico Regno e Kerma si trovò più volte invasa dalle armate egizie tra il 2500 a.C. ed il 2200 a.C., epoca della fine dell'Antico Regno stesso.
A testimonianza di queste incursioni sono le iscrizioni rupestri in geroglifico disseminate nelle grotte montane del Sudan settentrionale. In questo periodo sono anche attestati i rapporti commerciali tra Kerma ed i vicini Regni Sudarabici (il Regno di Saba, in primis, sito nell'attuale Yemen).
Harkhuf (in altri testi "Herkhuf" o "Hirkhuf", un governatore dell'Alto Egitto e della Bassa Nubia durante i regni dei faraoni Merenra I (... - 2273 a.C.) e Pepi II (... - 2200 a.C.) ci ha lasciato un resoconto dettagliato delle sue esplorazioni nella Media Nubia e nell'Alta Nubia sulle pareti della sua tomba a Qubbet el-Hawa, sulla riva occidentale del Nilo ad Assuan, nei pressi della prima Cateratta del Nilo, assieme al testo di una lettera di ringraziamento (l'unica a noi pervenuta) inviatagli dal suo sovrano Pepi II.
Vi si legge di ben quattro spedizioni compiute tra il 2274 a.C. ed il 2255 a.C., arrivando ad esplorare una terra chiamata Iyam, che probabilmente corrisponde alla fertile pianura che si apre a sud dell'attuale Khartum, alla confluenza tra il Nilo Bianco ed il Nilo Azzurro e spingendosi oltre, fino alle ignote regioni lungo il corso del Bahr el-Arab per cercare nuovi itinerari commerciali, intrecciare legami politici con i capi locali e preparare il terreno per l'espansione egizia in Nubia. Nella sua ultima spedizione, la quarta, risulta che portò con sé un "nano danzante", a quanto pare un pigmeo, che donò al suo faraone insieme a tanti altri doni, quali pelli di leopardo, piume di struzzo, avorio, oro ed ebano.
Con l'avvento del Medio Regno in Egitto, riprese l'espansionismo faraonico verso meridione. Kerma venne assediata più volte dagli Egizi e divenne vassalla, tenuta - quindi - ad onorare un tributo annuo. Ma, alla caduta del Medio Regno, il Regno di Kerma iniziò ad espandersi verso settentrione, arrivando a controllare il territorio egizio fino alla città di Syene, l'attuale Assuan. In questo periodo furono stretti i suoi contatti con la città portuale di Adulis in Eritrea sul Mar Rosso, ubicata a circa sessanta chilometri da Massaua. La città, dal 2011, è oggetto di scavi archeologici effettuati da una missione italo-eritrea diretta dai fratelli Angelo e Alfredo Castiglioni
La ripresa espansionistica egizia verso meridione riprese con vigore alla nascita del Nuovo Regno, e questo fatto segnò la fine del Regno di Kerma, che venne annesso definitivamente al regno egizio. Thutmose I completò, infatti, la conquista della Nubia nel 1520 a.C., spostando il confine meridionale del regno egiziano alla Quinta cataratta sul Nilo, facendo crollare definitivamente il regno di Kerma. Durante il periodo della XVIII dinastia (1543-1292 a.C.), con la progressiva conquista del territorio da parte del regno egizio, la popolazione nubiana nomade dei Medjay, già impiegata come forza mercenaria nei secoli precedenti, venne sostanzialmente regolarizzata come forza militare e di polizia d'élite nei ranghi egizi.
Il vuoto di potere in Nubia non durò, però, a lungo, in quanto iniziò ad affermarsi il regno di Kush. La parabola ascendente dei Kushiti inizia attorno al 2100 a.C., in una zona dell'Alto Nilo al riparo dalle mire espansionistiche degli Egizi. Attorno al 1700 a.C., Kush annetté un'intera regione situata all'incirca presso le attuali città di Dongola e di Atbara nell'odierno Sudan.
Nel 1580 a.C. l'Egitto invase una prima volta Kush. Finché l'Egitto fu potente, Kush si espanse unicamente verso meridione, anche se non sono tuttora noti i suoi confini in queste regioni. Addirittura alcuni ipotizzano che potessero comprendere il corso del Bahr el-Gebel nella conca paludosa del Sudd, il Bahr el-Ghazal e le attuali regioni del Kordofan e del Darfur.

### Dopo il 1500 a.C. circa
All'inesorabile e lento declino dell'Egitto, corrispose un'affermazione progressiva di Kush. Già nel 1320 a.C. inizia l'espansione verso settentrione, nell'attuale regione egiziana di Abu Simbel. Ma, verso il 1000 a.C., venne raggiunta la zona di File e di Elefantina. La piena indipendenza dall'Egitto venne conquistata nel 784 a.C.. I commerci erano molto fiorenti, tanto che alcuni storici sono portati a ritenere che il biblico territorio di Ofir, sede delle Miniere di re Salomone, corrispondesse proprio alla regione di Kush.

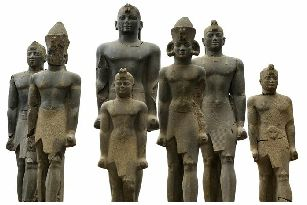
Faraoni nubiani

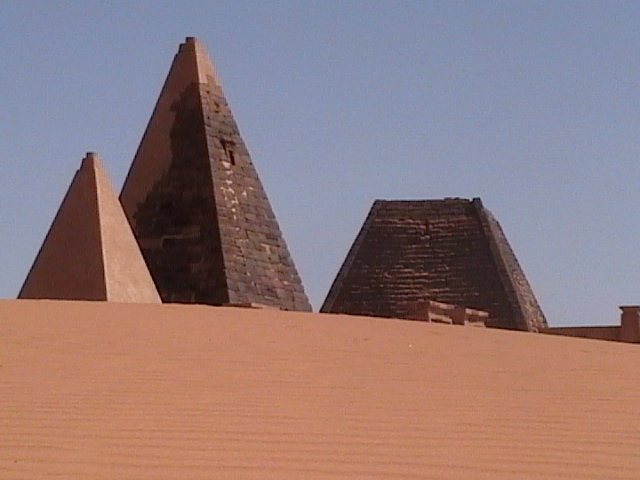
Piramidi nubiane a Meroe

Addirittura la XXV dinastia egizia (la cosiddetta "Dinastia dei Faraoni Neri"), che regnò dal 780 a.C. al 656 a.C., quando fu abbattuta dall'invasione degli Assiri, era nubiana d'origine. Infatti, il re kushita Kashta (... - 745 a.C.), figlio di un alto sacerdote tebano esule nel 951 a.C. presso Kush, (i sacerdoti tebani furono cacciati dai faraoni d'origine libica), approfittando dell'anarchia imperante in Egitto, invase il paese e si fece incoronare faraone a Menfi.
Suo figlio Pianki (745 a.C. - 713 a.C.), eliminò progressivamente tutti i pretendenti al trono. Fu l'apogeo del regno kushita perché i suoi successori infatti non furono molto abili. Le continue scaramucce di confine tra Egitto ed il potente Impero Assiro, lungo il Torrente d'Egitto (attuale fiume al-Arish), fecero precipitare la situazione.
Il re assiro Assurbanipal (668 a.C. - 631 a.C.) intervenne militarmente contro Taharqa ( 690 a.C. - 664 a.C.), che più volte tentò d'intromettersi nelle vicende della Palestina assoggettata agli Assiri.
Venne rasa al suolo Tebe nel (663 a.C.) e sconfitta ripetutamente l'armata egiziana. A nulla valse la guerriglia contro gli Assiri portata dal successore Tenutamon (... - 653 a.C.), che nel 656 a.C. fu costretto ad abbandonare definitivamente l'Egitto ed a rifugiarsi nella natale Nubia.
Assurbanipal ritenne troppo rischioso penetrare in Nubia, troppo lontana dalle basi assire sul Mediterraneo, per cui non invase il paese. Da allora, i rapporti tra Nubia ed Egitto, progressivamente, declinarono, sebbene nel 591 a.C. l'Egitto occupò militarmente per breve tempo la Nubia fino a Napata. Per prevenire ulteriori attacchi kushiti, i faraoni stanziarono sul confine meridionale gli Ebrei filoegiziani che fuggirono da Gerusalemme l'8 luglio 587 a.C., prima della caduta in mano dei Babilonesi di re Nabucodonosor (634 a.C. - 562 a.C.), in seguito alla rivolta del re Sedecia (619 a.C. - 585 a.C.). Curioso è il fatto che questi ebrei esuli abbandonarono il monoteismo per adorare una triade divina, che vedeva accanto a Yahù (corruzione del nome "Yahweh") altri due dei minori.
Un tentativo fallito d'invasione della Nubia avvenne, invece, verso il 523 a.C. ad opera dei Persiani che avevano da poco conquistato l'Egitto, ma malaria, dissenteria e mancanza d'acqua falcidiarono l'esercito invasore strada facendo.
Nel frattempo, i kushiti ritennero maggiormente sicura la posizione di Meroe come capitale in sostituzione di Napata, troppo esposta alle incursioni dall'Egitto. Il re Harsiotef (427 a.C. - 369 a.C.) fu l'ultimo ad utilizzare l'alfabeto egizio. I suoi successori iniziarono ad adottare il meroitico, oramai largamente diffuso a livello popolare. Il trasferimento della capitale fu concluso da re Arkekamani (272 a.C. - 258 a.C. ), attorno al 265 a.C. Nel frattempo, i rapporti con l'Egitto caduto prima sotto il dominio persiano (525 a.C. - 332 a.C.), quindi sotto il potere macedone (332 a.C. - 31 a.C.), ed infine romano e successivamente bizantino (31 a.C. - 642) divennero sempre più ridotti.

### Rapporti con Roma
I rapporti commerciali con i Tolomei furono buoni. Molto meno, all'inizio, furono invece i rapporti coi Romani, tanto che nel 24 a.C. un'incursione meroitica della regina Candace ("regina" nella lingua nubiana, ma il nome fu creduto, dai latini, personale) contro il predominio imposto da Gaio Cornelio Gallo provocò una situazione di guerra: un'orda nubiana si spinse sino a File e saccheggiò il tempio di Iside e ne riportò a Meroe alcune statue di Augusto, che gli archeologi hanno ritrovato recentemente.
Candace (il cui vero nome era presumibilmente Amanirenas) venne ricacciata verso sud dal Prefetto dell'Egitto Gaio Petronio (76 a.C. - 9 a.C.), che le inflisse una dura sconfitta nel 23 a.C. a Dukkah. Gli invasori si rinchiusero nella rocca di Primis che non resse all'assalto di Petronio. Questi proseguì fino a Napata ed offrì la pace ai cittadini contro restituzione degli ostaggi e delle statue di Augusto (63 a.C. - 14). Poiché ricevette un rifiuto, prese quindi d'assalto la città e la distrusse.
Ma Candace ancora una volta tornò all'offensiva e attaccò Primis, ora caposaldo di Roma e Pselchis. Un'altra volta intervenne Petronio, e le impose durissimi patti di pace. Essa non si rassegnò tuttavia: chiese e ottenne di trattare direttamente con Ottaviano; si portò fino al suo Quartier Generale a Samo, e ivi ottenne di segnare il confine tra Roma e Meroe a Maharraka - la data di tal evento si colloca nel 22 a.C. o nel 21 a.C.
Infatti, Roma, dopo aver pianificato lo sbarco nel porto di Leukè Kome in Arabia, con l'intento di sottomettere il Regno di Saba, nel 24 a.C. sotto il comando del prefetto d'Egitto Gaio Elio Gallo (62 a.C. - 4) si trovò in balia del deserto a causa del tradimento delle guide fornite dai Nabatei. Dopo aver preso la città di Yathrib (Medina), i Romani vennero sconfitti dal caldo, dalla sete e dalla dissenteria. Il patto di pace coi Meroiti tenne fino al 270.
Nei primi secoli dell'impero, i rapporti tra i Romani ed i Nubiani furono ottimi. Nerone (37 - 68) inviò una delegazione a Meroe per preparare, forse, il viaggio esplorativo che due centurioni compirono nel 66 alla ricerca delle sorgenti del Nilo (che dissero nascere da due alte montagne, probabilmente nella regione del Bahr al-Ghazal o forse addirittura nell'Uganda (in quest'ultimo caso la descrizione si riferisce alle Cascate Murchison).
Le scorrerie dei nomadi Blemmi contro i presidi romani si fecero sempre più pressanti, in un momento critico per Roma, impegnata in oriente contro i Sasanidi ed in Europa contro i barbari. Nel 272 l'imperatore Aureliano (214 - 275) retrocesse il confine su posizioni maggiormente difendibili, e nel 294 l'imperatore Diocleziano (236 - 311) lo retrocesse ulteriormente. 
Nel 395 l'Impero romano d'Oriente ereditò l'Egitto e fece costruire numerose fortezze confinarie nella Bassa Nubia, quale quella di Ikhmindi. Anche con i Bizantini sono buone le relazioni diplomatiche, tanto più che, nel frattempo, la Nubia era divenuta cristiana proprio per la sua vicinanza all'Egitto (280 - 310). Da quegli anni, tuttavia, il regno di Kush divenne vassallo del meridionale regno di Axum. Re Ezana III di Axum (294 - 356), convertitosi al cristianesimo (323), represse una rivolta cancellando definitivamente il regno di Kush nel 352.

### Medioevo e tempi successivi
Il cristianesimo ("Chiesa delle cateratte") sopravvisse fino al 1317 nella Nubia, quando oramai l'Egitto era stato islamizzato da secoli. Sulle ceneri del Regno Kushita sorse, nel 580 il regno cristiano di Makuria, che resistette all'islamizzazione assai tenacemente, sconfiggendo gli Arabi nel 652 a Dongola.
Il declino del regno, iniziato nel 1200, portò al suo vassallaggio sotto l'Egitto nel 1272 e la sua assimilazione nel 1317. Da allora la Nubia seguì le sorti dell'Egitto fino al 1882 quando tutto il Sudan Anglo-Egiziano e l'Egitto stesso furono acquisiti dai Britannici.
Oggigiorno, la Nubia è divisa in una regione settentrionale egiziana (dal 1922) ed una meridionale aggregata al Sudan al momento della dichiarazione d'indipendenza di quel paese (1956).